# Romão Bermudes
Romão Bermudes (760 circa) è stato un nobile spagnolo.
Fu il primo conte di Monterroso e di Santa Maria de Ortigueira, attualmente nella provincia di Lugo, nella comunità autonoma della Galizia.

## Biografia
Fu figlio di Fruela I delle Asturie e di Hermesenda Romaes, figlia di Bernardo Romaes. Si sposò con Teresa Arias, figlia di Arias Perez, signore della casa di Sirgal dalla quale ebbe:
- Rodrigo Romaes, secondo conte di Monterroso e di Santa Maria de Ortiguera, sposato con Milia de Inglaterra, figlia del Re Egbert del Wessex. Dalla loro unione nacquero le nobili casate Fajardo, Vivero, Bahamonde, Galego, Monterroso, Lugo, Zatico y Signorino ed altre.
- Joanna Romais de Leao, sposata con il conte Mendo, fratello del duca della Toscana Desiderio.